# 雅克-阿兰·米勒
雅克-阿兰·米勒（Jacques-Alain Miller,1944年2月14日—）出生于法国中央大区的沙托鲁，是法国精神分析学家。他是弗洛伊德事业学院的奠基者之一，著名结构主义精神分析大师雅克拉康的女婿，也是拉康的研讨班出版的编辑。

## 早年
他是长子，父母有犹太和波兰血统。他的父亲让·米勒，是一位拉比的孙子，职业是放射科医生。他的母亲来自建筑师家庭。他詹森德色里公立中学以及查理曼中学完成高中，继而进入法国高等师范大学文科预备班，当时与他是同学的还有法国社会学家与哲学家罗伯特临阿合（Robert Linhart）。
巴黎高等师范学校的学生，在60年代末期，他参加了在高等研究应用学院（EPHE）罗兰·巴尔特的研讨会。哲学家路易斯·阿尔都塞的学生，尤其追随精神分析学家雅克·拉康，是后者研讨班版权的法定继承人和主编。

## 家庭
他的妻子是朱迪·拉康，后者是雅克·拉康和西尔维娅·巴塔耶的女儿。他的弟弟杰哈合·米勒是个精神分析学家、作家和电视节目主持人。

## 经历
在雅克·拉康去世后，米勒成为了拉康取向的精神分析家。他出版了《拉康的侄子》（2003）。它创建了“精神分析家”论坛，以支持和传播拉康的思想，他是与贝尔纳-亨利·莱维，凯瑟琳·克莱芒，菲利普·索莱尔的积极对话者，而且被作为以模拟精神的科学方法的“极权主义的唯科学主义者”而饱受争议。

## 大学与教学
从1973年到1981年，他在巴黎第八大学的精神分析系讲课，他隶属于临床单元（EA4007）的一员，之后他租在巴黎Dejazet影院的房间，与其他精神分析学家的同事，一道开展大学外的研讨班。他在2011年中断了他的课程。他的大多数讲义被编辑发表在了《弗洛伊德事业》以及《欲望的事业》期刊中。
弗洛伊德事业学院的建基者：
雅克 - 阿兰·米勒从1981年开始作为弗洛伊德事业学院的主任，并于1992年，创办世界精神分析协会，是ECF的国际性伙伴协会的一员。

## 编辑活动
他在色伊出版社出版了雅克·拉康的研讨会的文本。作为理论家和作家，他是个后拉康的精神分析家。2006年，他执导了《反精神分析黑皮书》。他创立了《蠢驴》报纸，来抗议由AERES在2008年入选期刊的标准中完全缺乏精神分析的期刊。

### 拉康研讨班出版争议
2007年3月30日，巴黎高级法院作出由雅克 - 阿兰米勒对研讨会出版操作的有利判决。
在2011年，出版拉康研讨班的问题又再度出现。然而，米勒在一月份宣布他几乎已经完成了剩余的十本研讨会的编辑，米勒指责编辑不出版他提交的研讨班。在2011年夏末，他指责出版商想从研讨会的出版物中删除他的名字。 2011年9月6日，在巴黎的会议上，他决定换掉编辑，改为马尔帝尼耶出版社。
雅克-阿兰·米勒从《存在与虚无》中找到了科耶夫的思想根源，这也是后来拉康主体理论的根源：匮乏。

## 著作
- Lettres à l'opinion éclairée, Paris, Le Seuil, 2002./ 公开信，巴黎，色伊出版社，2002年
- Un début dans la vie, Paris, Le Promeneur, 2002./生命的起初， 巴黎，漫步者出版社，2002年
- Le Neveu de Lacan. Satire, Paris, Verdier, 2003./拉康的之子，巴黎，Verdier，2003年